# Laguna Aricota
Die Laguna Aricota ist ein See in Südwest-Peru in der Region Tacna.

## Lage
Die Laguna Aricota liegt in den Distrikten Quilahuani (Provinz Candarave) und Curibaya (Provinz Jorge Basadre). Der in der peruanischen Westkordillere gelegene See besitzt gewöhnlich eine Fläche von 6,3 km² und liegt dabei auf einer Höhe von 2766 m. Er wird am östlichen Seeende vom Río Callazas gespeist. Am westlichen Seeende befindet sich ein natürlicher Damm, der im mittleren Holozän vor etwa 6100 Jahren oder noch früher durch einen Bergsturz entstand. Das Seewasser sickert gewöhnlich durch diesen natürlichen Damm und speist unterhalb diesem den Río Curibaya, einen Zufluss des Río Locumba. Das Einzugsgebiet der Laguna Aricota umfasst mit etwa 1280 km² zwei Drittel der Fläche der Provinz Candarave.

## Wasserkraftnutzung
Der See dient heute als Wasserspeicher für eine Kraftwerkskaskade, die entlang dem Flusstal des Río Curibaya verläuft. Betreiber der Wasserkraftwerke ist EGESUR S.A. Das Speichervolumen der Laguna Aricota beträgt etwa 280 Millionen Kubikmeter.

### Wasserkraftwerk Aricota I
Das Wasserkraftwerk (⊙) wurde am 27. Januar 1967 in Betrieb genommen. Von der Laguna Aricota führen 5 auf unterschiedlichen Höhen gelegene Tunnel zum 4050 m langen Haupttunnel. Dieser führt durch den linken Talhang des Río Curibaya. Vom Haupttunnel zweigt der Canal de Alivio, ein Entlastungskanal, der direkt zum Río Curibaya führt, ab. Das Wasser gelangt über eine 1414 m lange Druckleitung zum oberirdisch gelegenen Kraftwerkshaus. Dieses beherbergt zwei vertikal ausgerichtete Pelton-Turbinen mit einer Gesamtleistung von 23,8 MW. Die Netto-Fallhöhe beträgt 642,7 m. Die Ausbauwassermenge pro Kraftwerkseinheit liegt bei 2,3 m³/s. Unterhalb des Kraftwerks befindet sich ein 6100 m³ fassendes Ausgleichsbecken.

### Wasserkraftwerk Aricota II
Das Wasserkraftwerk (⊙) wurde am 28. August 1966 in Betrieb genommen. Vom Wasserkraftwerk Aricota I führt entlang dem linken Talhang ein Kanal, ein anschließender 4212 m langer Tunnel sowie eine 647 m lange Druckleitung zum oberirdisch gelegenen Kraftwerkshaus. Dieses beherbergt eine vertikal ausgerichtete Pelton-Turbine mit einer Leistung von 11,9 MW. Die Netto-Fallhöhe liegt bei 324 m. Die Ausbauwassermenge liegt bei 4,6 m³/s. Unterhalb des Kraftwerks befindet sich ein 45.000 m³ fassendes Ausgleichsbecken.

### Wasserkraftwerk Aricota III
8 Kilometer flussabwärts von Aricota II befindet sich der Standort für das geplante Wasserkraftwerk Aricota III (⊙). Es soll durch einen durch den rechten Talhang führenden Tunnel mit Wasser versorgt werden. Es sind zwei Francis-Turbinen mit jeweils 5,1 MW Leistung vorgesehen. Die Fallhöhe für die Turbine 1 soll 194,8 m, die für die Turbine 2 220,9 m betragen. Die Ausbauwassermenge pro Einheit soll bei 2,7 m³/s liegen.